# Liste der Bodendenkmale in Leese
In der Liste der Bodendenkmale in Leese sind die Bodendenkmale der niedersächsischen Gemeinde Leese aufgeführt. Die Quelle ist der Denkmalatlas Niedersachsen. 

Leese im Landkreis Nienburg

Der Stand der Liste ist der 14. Januar 2025.

## Allgemein
In den Spalten finden sich folgende Informationen des Bodendenkmales:
Lagegeographische Koordinaten
BezeichnungBezeichnung lt. Denkmalatlas
BeschreibungBeschreibung lt. Denkmalatlas
IDObjekt-ID
BildBild, ggf. zusätzlich mit Link zu weiteren Fotos im Medienarchiv Wikimedia Commons.

## Leese
| Lage                       | Bezeichnung          | Beschreibung | ID       | Bild |
| -------------------------- | -------------------- | --- | -------- | ---- |
| 52° 30′ 41″ N, 9° 9′ 55″ O | Leese 19, Grabhügel  | Durchmesser ca. 13 m und Höhe ca. 0,8 m, Rand schwach abgesetzt, ebenmässig geformt, von Nordost nach Südwest tiefe Pflugspuren, in der Mitte alte verwaschene Eingrabung.     | 36349091 | BW   |
| 52° 30′ 31″ N, 9° 9′ 44″ O | Leese 69, Grabhügel  | Durchmesser ca. 13 m und Höhe ca. 0,8 m, westlicher Bereich etwas eingedellt.                                                                                                  | 36344883 | BW   |
| 52° 29′ 46″ N, 9° 8′ 26″ O | Leese 159, Grabhügel | Durchmesser ca. 15 m und Höhe ca. 1 m, Kuppe verflacht, zwei alte Kopfstiche.                                                                                                  | 36354369 | BW   |
| 52° 31′ 33″ N, 9° 9′ 29″ O | Leese 235, Grabhügel | Durchmesser ca. 13 m und Höhe ca. 0,5 m. Oberfläche stark unregelmäßig, Ränder sanft auslaufend, im Süden ins Gelände übergehend.                                              | 49876667 | BW   |
| 52° 31′ 32″ N, 9° 9′ 29″ O | Leese 236, Grabhügel | Durchmesser ca. 21 m und Höhe ca. 0,5 m, nur südlicher Teil erhalten, nördlicher Teil bis zur Mitte stark abgesunken. Im Süden Rand auslaufend. Oberfläche stark unregelmäßig. | 49876713 | BW   |

### Leese 8
- ID:39161235
- Grabhügelfeld.

| Lage                      | Bezeichnung | Beschreibung | ID       | Bild |
| ------------------------- | ----------- | --- | -------- | ---- |
| 52° 30′ 1″ N, 9° 8′ 50″ O | Leese 8     | Durchmesser ca. 13 m und Höhe ca. 0,8 m, Ränder schlecht abgesetzt. Mitte abgeflacht, mit alten Einsenkungen.                             | 36346386 | BW   |
| 52° 30′ 2″ N, 9° 8′ 47″ O | Leese 9     | Durchmesser ca. 11 m und Höhe ca. 0,4 m, Ränder schlecht abgesetzt.                                                                       | 36346446 | BW   |
| 52° 30′ 3″ N, 9° 8′ 49″ O | Leese 10    | Durchmesser ca. 11 m und Höhe ca. 0,6 m.                                                                                                  | 36346531 | BW   |
| 52° 30′ 5″ N, 9° 8′ 53″ O | Leese 11    | Durchmesser ca. 12 m und Höhe ca. 0,8 m, ebenmässig gewölbt, Rand schwach abgesetzt, über den Westrand schwach eingetiefter Schneisenweg. | 36346673 | BW   |
| 52° 30′ 6″ N, 9° 8′ 54″ O | Leese 12    | Durchmesser ca. 12 m und Höhe ca. 0,7 m, ebenmässig gewölbt, Rand schwach abgesetzt, Erdreichaufwürfe durch entwurzelte Bäume.            | 36346746 | BW   |
| 52° 30′ 7″ N, 9° 8′ 55″ O | Leese 13    | Durchmesser ca. 10 m und Höhe ca. 0,6 m.                                                                                                  | 36346783 | BW   |

### Leese 26
- ID:39262381
- Grabhügelfeld.

| Lage                       | Bezeichnung | Beschreibung | ID       | Bild |
| -------------------------- | ----------- | --- | -------- | ---- |
| 52° 30′ 24″ N, 9° 9′ 42″ O | Leese 26    | Durchmesser ca. 13 m und Höhe ca. 0,8 m, ebenmäßig gewölbt, Rand schwach abgesetzt, flache Einsenkungen und Kaninchenlöcher. | 36349178 | BW   |
| 52° 30′ 21″ N, 9° 9′ 38″ O | Leese 27    | Durchmesser ca. 11 m und Höhe ca. 0,8 m, Rand schwach abgesetzt, in der Mitte alte Einsenkung.                               | 36349230 | BW   |
| 52° 30′ 21″ N, 9° 9′ 36″ O | Leese 28    | Durchmesser ca. 12 m und Höhe ca. 0,8 m, Rand schwach abgesetzt; in der Mitte alte, weite Einsenkung.                        | 36882484 | BW   |
| 52° 30′ 21″ N, 9° 9′ 39″ O | Leese 213   | Durchmesser ca. 17 m und Höhe ca. 0,8 m, annähernd rund, Pflanzfurchen.                                                      | 38709732 | BW   |
| 52° 30′ 22″ N, 9° 9′ 42″ O | Leese 214   | Durchmesser ca. 10 m und Höhe ca. 0,6 m, annähernd rund, Pflanzfurchen.                                                      | 38709826 | BW   |
| 52° 30′ 21″ N, 9° 9′ 42″ O | Leese 215   | Durchmesser ca. 11 m und Höhe ca. 0,6 m, annähernd rund, abgeflachte Kuppe mit Einsenkungen.                                 | 38709845 | BW   |
| 52° 30′ 21″ N, 9° 9′ 42″ O | Leese 218   | Durchmesser ca. 11 m und Höhe ca. 0,7 m, annähernd rund.                                                                     | 39221013 | BW   |